# Bushbuckridge
Bushbuckridge (afrikaans: Bosbokrand) ist eine Stadt in der Provinz Mpumalanga im Nordosten Südafrikas. Der Name steht für Bushbuck (dt.: „Buschbock“) und ridge (dt.: „Grat“), und wurde dem Ort wegen der großen Antilopenherden gegeben, die dort zur Zeit der Gründung anzutreffen waren. Die Stadt wuchs um einen Handelsposten herum, der dort 1884 gegründet worden war. Tabak-, Baumwolle- und Gemüse-Anbau haben sich im Umland entwickelt.
Die Stadt hat heute eine Größe von 73 km² und 2109 Einwohner (Stand: 2011).
Die Einwohner der Stadt und der Umgebung stritten sich mit der Provinzregierung von Limpopo, weil sie sich eher der Provinz Mpumalanga mit der nahen Hauptstadt Mbombela angebunden fühlten als ihrer damaligen Provinz Limpopo. 2006 wurde die Stadt Teil von Mpumalanga.

## Persönlichkeiten
- Pius Langa (1939–2013), Jurist, geboren in Bushbuckridge
- Frank Chikane (* 1951), Geistlicher und Politiker, geboren in Bushbuckridge
- Mathews Phosa (* 1952), Rechtsanwalt, Unternehmer und Politiker, geboren in Bushbuckridge
- Katlego Mashego (* 1982), Fußballspieler, geboren in Bushbuckridge
- Ronald Lamola (* 1983), Politiker, geboren in Bushbuckridge